# Euphranta oshimensis
Euphranta oshimensis är en tvåvingeart som först beskrevs av Tokuichi Shiraki 1933.  Euphranta oshimensis ingår i släktet Euphranta och familjen borrflugor. Inga underarter finns listade i Catalogue of Life.